# Ibdes (kommunhuvudort)
Ibdes är en kommunhuvudort i Spanien.   Den ligger i provinsen Provincia de Zaragoza och regionen Aragonien, i den centrala delen av landet, 180 km nordost om huvudstaden Madrid. Ibdes ligger 724 meter över havet och antalet invånare är 550.
Terrängen runt Ibdes är kuperad åt sydost, men åt nordväst är den platt. Ibdes ligger nere i en dal. Runt Ibdes är det mycket glesbefolkat, med 2 invånare per kvadratkilometer. Närmaste större samhälle är Ateca, 13,1 km norr om Ibdes. Omgivningarna runt Ibdes är i huvudsak ett öppet busklandskap.